# Vernio
Vernio là một comune (đô thị) ở tỉnhPrato nằm ở vùngTuscany, nằm cách khoảng 30 km về phía tây bắc củaFlorence và khoảng 20 km về phía bắc của Prato.
Vernio giáp các đô thị sau:Barberino di Mugello, Camugnano, Cantagallo, Castiglione dei Pepoli.

## Các đô thị kết nghĩa
- Senones, Pháp
- Jettingen, Đức
- Marchin, Bỉ